# Pachycephala orioloides
El silbador oropéndola (Pachycephala orioloides) es una especie de ave paseriforme en la familia Pachycephalidae.

## Distribución geográfica
Es endémica del archipiélago de las islas Salomón (Papúa Nueva Guinea e Islas Salomón).

## Subespecies
Se reconocen las siguientes según IOC:
- P. o. bougainvillei: Buka, Bougainville y las Shortland.
- P. o. orioloides: Choiseul, Malakobi, Santa Isabel y las islas Florida.
- P. o. centralis: este de Nueva Georgia.
- P. o. melanoptera: sur de Nueva Georgia.
- P. o. melanonota: Ranongga y Vella Lavella.
- P. o. pavuvu: Pavuvu.
- P. o. sanfordi: Malaita.
- P. o. cinnamomea: Beagle y Guadalcanal.
- P. o. christophori: Owaraba y Makira.